# Craugastor xucanebi
Craugastor xucanebi is een kikker uit de familie Craugastoridae. De soort werd voor het eerst wetenschappelijk beschreven door Laurence Cooper Stuart in 1941. Oorspronkelijk werd de wetenschappelijke naam Eleutherodactylus xucanebi gebruikt. De soortaanduiding xucanebi is een eerbetoon aan de Cerro Xucaneb, de hoogste bergtop in de omgeving van het verspreidingsgebied.
De soort komt voor in delen van Midden-Amerika en leeft endemisch in Guatemala. Craugastor xucanebi wordt bedreigd door het verlies van habitat.